# Aeropuerto Internacional de El Arish

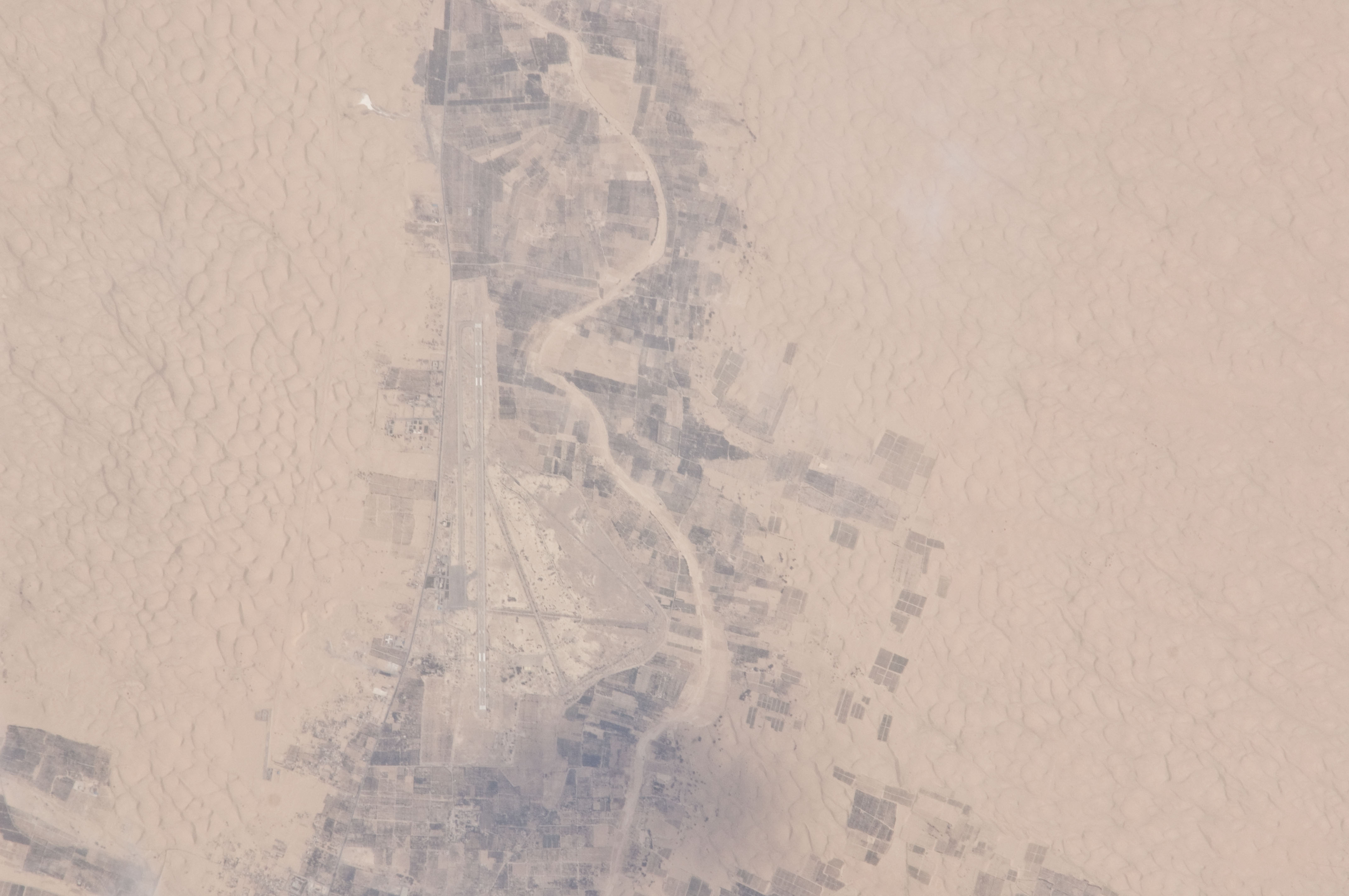
Vista satelital desde la ISS del aeropuerto El Arish

El Aeropuerto Internacional de El Arish (árabe: مطار العريش الدولي) (IATA: AAC, OACI: HEAR) es un aeropuerto cerca de El Arish, Egipto. El aeropuerto alberga la sede de Palestinian Airlines y es el aeropuerto más próximo a la Franja de Gaza. La aerolínea cambió su base de operaciones a este aeropuerto cuando el Aeropuerto Internacional Yasser Arafat quedó fuera de servicio al ser destruida su pista por las fuerzas israelíes. En 2006, el aeropuerto atendió a 15.166 pasajeros.

## Aerolíneas y destinos
| Ciudades por países             | Nombre del aeropuerto                           | Aerolíneas                   |        |        |        |
| África                          | África                                          | África                       | África | África | África |
| ------------------------------- | ----------------------------------------------- | ---------------------------- | ------ | ------ | ------ |
| Angola                          |                                                 |                              |        |        |        |
| Luanda                          | Aeropuerto Internacional Quatro de Fevereiro    | TAAG Angola Airlines         |        |        |        |
| Argelia                         |                                                 |                              |        |        |        |
| Argel                           | Aeropuerto Internacional Houari Boumedienne     | Air Algérie                  |        |        |        |
| Benín                           |                                                 |                              |        |        |        |
| Cotonú                          | Aeropuerto de Cotonú-Cadjehoun                  | Trans Air Benin              |        |        |        |
| Botsuana                        |                                                 |                              |        |        |        |
| Gaborone                        | Aeropuerto Internacional Sir Seretse Khama      | Air Botswana                 |        |        |        |
| Burkina Faso                    |                                                 |                              |        |        |        |
| Uagadugú                        | Aeropuerto de Uagadugú                          | Air Burkina                  |        |        |        |
| Burundi                         |                                                 |                              |        |        |        |
| Buyumbura                       | Aeropuerto Internacional de Buyumbura           | Air Burundi                  |        |        |        |
| Cabo Verde                      |                                                 |                              |        |        |        |
| Praia                           | Aeropuerto Internacional Nelson Mandela         | TACV                         |        |        |        |
| Camerún                         |                                                 |                              |        |        |        |
| Yaundé                          | Aeropuerto Internacional de Yaundé Nsimalen     | Cameroon Airlines            |        |        |        |
| Chad                            |                                                 |                              |        |        |        |
| Yamena                          | Aeropuerto Internacional de Yamena              | Toumaï Air Tchad             |        |        |        |
| Comoras                         |                                                 |                              |        |        |        |
| Moroni                          | Aeropuerto Internacional Príncipe Said Ibrahim  | Comores Aviation             |        |        |        |
| Costa de Marfil                 |                                                 |                              |        |        |        |
| Abiyán                          | Aeropuerto Internacional Félix Houphouët-Boigny | Air Ivoire                   |        |        |        |
| Egipto                          |                                                 |                              |        |        |        |
| El Cairo                        | Aeropuerto Internacional de El Cairo            | EgyptAir                     |        |        |        |
| Eritrea                         |                                                 |                              |        |        |        |
| Asmara                          | Aeropuerto Internacional de Asmara              | Eritrean Airlines            |        |        |        |
| Etiopía                         |                                                 |                              |        |        |        |
| Adís Abeba                      | Aeropuerto Internacional Bole                   | Ethiopian Airlines           |        |        |        |
| Gabón                           |                                                 |                              |        |        |        |
| Libreville                      | Aeropuerto Internacional de Libreville          | Air Gabon                    |        |        |        |
| Gambia                          |                                                 |                              |        |        |        |
| Banjul                          | Aeropuerto Internacional de Banjul              | Slok Air International       |        |        |        |
| Ghana                           |                                                 |                              |        |        |        |
| Acra                            | Aeropuerto Internacional de Kotoka              | Ghana International Airlines |        |        |        |
| Guinea                          |                                                 |                              |        |        |        |
| Conakri                         | Aeropuerto Internacional de Conakri             | Air Guinee                   |        |        |        |
| Guinea-Bisáu                    |                                                 |                              |        |        |        |
| Bisáu                           | Aeropuerto Internacional Osvaldo Vieira         | Air Bissau                   |        |        |        |
| Guinea Ecuatorial               |                                                 |                              |        |        |        |
| Malabo                          | Aeropuerto Internacional de Malabo              | CEIBA Intercontinental       |        |        |        |
| Kenia                           |                                                 |                              |        |        |        |
| Nairobi                         | Aeropuerto Internacional Jomo Kenyatta          | Kenya Airways                |        |        |        |
| Lesoto                          |                                                 |                              |        |        |        |
| Maseru                          | Aeropuerto Internacional Moshoeshoe I           | Mission Aviation Fellowship  |        |        |        |
| Liberia                         |                                                 |                              |        |        |        |
| Monrovia                        | Aeropuerto Internacional Roberts                | Liberia Airways              |        |        |        |
| Libia                           |                                                 |                              |        |        |        |
| Trípoli                         | Aeropuerto Internacional de Trípoli             | Afriqiyah Airways            |        |        |        |
| Madagascar                      |                                                 |                              |        |        |        |
| Malaui                          |                                                 |                              |        |        |        |
| Mali                            |                                                 |                              |        |        |        |
| Marruecos                       |                                                 |                              |        |        |        |
| Mauricio                        |                                                 |                              |        |        |        |
| Mauritania                      |                                                 |                              |        |        |        |
| Mozambique                      |                                                 |                              |        |        |        |
| Namibia                         |                                                 |                              |        |        |        |
| Níger                           |                                                 |                              |        |        |        |
| Nigeria                         |                                                 |                              |        |        |        |
| República Centroafricana        |                                                 |                              |        |        |        |
| República del Congo             |                                                 |                              |        |        |        |
| República Democrática del Congo |                                                 |                              |        |        |        |
| Ruanda                          |                                                 |                              |        |        |        |
| Sahara Occidental               |                                                 |                              |        |        |        |
| Santo Tomé y Príncipe           |                                                 |                              |        |        |        |
| Senegal                         |                                                 |                              |        |        |        |
| Seychelles                      |                                                 |                              |        |        |        |
| Sierra Leona                    |                                                 |                              |        |        |        |
| Somalia                         |                                                 |                              |        |        |        |
| Suazilandia                     |                                                 |                              |        |        |        |
| Sudáfrica                       |                                                 |                              |        |        |        |
| Sudán                           |                                                 |                              |        |        |        |
| Sudán del Sur                   |                                                 |                              |        |        |        |
| Tanzania                        |                                                 |                              |        |        |        |
| Togo                            |                                                 |                              |        |        |        |
| Túnez                           |                                                 |                              |        |        |        |
| Uganda                          |                                                 |                              |        |        |        |
| Yibuti                          |                                                 |                              |        |        |        |
| Zambia                          |                                                 |                              |        |        |        |
| Zimbabue                        |                                                 |                              |        |        |        |